# Xarxa trabecular
La xarxa trabecular és una xarxa de teixits esponjosos situats al voltant de la base de la còrnia, prop del cos ciliar. És la responsable del drenatge de l'humor aquós des de la cambra anterior de l'ull cap al Canal de Schlemm que finalment desemboquen en el sistema sanguini. El glaucoma és causat per un augment de la pressió intraocular de l'humor aquós. Aquesta excessiva pressió pot ser secundària a massa producció o per un dèficit de reabsorció. La xarxa trabecular juga un important paper en el glaucoma, ja que a través d'ella flueix l'humor aquós fins que finalment és drenat al sistema venós pel Canal de Schlemm.